# Chr. Winthersvej (Vejle)
Christian Winthers Vej er en vej i det nordlige Vejle på bakken op mod Uhrhøj. Vejen er opkaldt efter digteren Chr. Winther.
I 2012 kårede hjemmesiden danskebjerge.dk Chr. Winthersvej som "Danmarks stejleste vej" - med en maksimal stigningsprocent på 25,5.
Chr. Winthersvej starter sit forløb nede fra Jellingvej i en højde af 20 meter over havet og fortsætter opad mod nord. Toppunktet befinder sig 79 meter over havet. I alt er gaden 520 meter lang, hvoraf de første 420 meter har stigende terræn. Terrænet begynder dog allerede at stige, før man kommer til Chr. Winthersvej.
Hele stigningen på selve Chr. Winthersvej er på 14 % i gennemsnit.
De nederste 160 meter af gaden har trapper som fortov. Det er også på denne snævre del af gaden, at Chr. Winthersvej er Danmarks stejleste. På de 160 meter stiger gaden med 35 højdemeter, hvilket svarer til en gennemsnitlig stigningsprocent på 21,8 % over de 160 meter.
Stejlest er Chr. Winthersvej lige før t-krydset ved Gl. Kongevej. Her har asfalten en hældning på 25,5 %. Dette er eksempelvis 6,5 % mere end den stejle Kiddesvej, som også ligger i Vejle.